# Evaluarea ciclului de viață
Evaluarea ciclului de viață (LCA) al produsului este o tehnică de management de mediu care identifică fluxurile de materiale, de energie și de deșeuri ale unui produs pe durata unui ciclu de viață al produsului și impactul acestora asupra mediului. Dicționarul enciclopedic de mediu (2005) prezintă o definiție dezvoltată și cuprinzătoare : "Evaluarea ciclului de viață al unui produs reprezintă evaluarea și analizarea consecințelor acțiunii produsului asupra mediului; evaluarea urmărește produsul de la extracția și prelucrarea materiei prime, trecând prin toate fazele sale de producție, transport și distribuție, utilizare rentabilizare, întreținere și reciclare. mergând până la depozitarea finală sau până la reintegrarea sa în mediul înconjurător."
Așa cum este definit, LCA se referă numai la impacturi de mediu ale sistemului-produs și nu tratează factorii financiari, politici, sociali etc. (de exemplu, impacturi de costuri). Acest ciclu de viață este denumit uneori "from cradle-to-grave" -în l.engleză (în traducere: "de la leagăn la mormânt"). Abrevierea LCA provine din l.engleză: "Life Cycle Assessment".In l. franceză acest concept este denumit "L'analyse du cycle de vie (ACV)". Expresia "cradle-to-grave" se referă la ciclul de viață al unui produs, care începe în momentul proiectării produsului și se continuă prin achiziția și utilizarea materiilor prime, fabricarea sau procesarea cu fluxul de deșeuri asociate, stocarea, distribuția, utilizarea și retragerea din uz sau reciclarea Arhivat în 24 iulie 2009, la Wayback Machine.. În ciclul de viață complet trebuie incluse și fazele de transport necesare sau cauzate de existența produsului. Fazele combinate ale ciclului de viață constituie întregul sistem "cradle-to-grave".
Formele timpurii ale LCA au fost utilizate în SUA, în decada 1960, pentru definirea strategiei de mediu a corporațiilor și ulterior, în anii 1970, de agenții guvernamentale, ca auxiliar pentru dezvoltarea politicilor publice. Primul organism internațional care a acționat pentru dezvoltarea LCA a fost SETAC (Society of Environmental Toxicology and Chemistry) din SUA. Arhivat în 7 octombrie 2009, la Wayback Machine. SETAC a elaborat un "Cod de practici" pentru LCA care a dezvoltat primul cadru tehnic acceptat internațional pentru studii LCA. În anul 1994, ISO a stabilit Comitetul Tehnic TC 207, însărcinat cu standardizarea unui set de instrumente de management de mediu, inclusiv LCA. Începând din 1994, LCA a apărut ca instrument de management de mediu, pe scară mondială, sub forma seriei de standarde ISO 14040.
Un alt "actor" internațional în domeniul LCA este UNEP (United Nations Environmental Programme) care a publicat un ghid pentru LCA, intitulat Life Cycle Assessment (1996), de asemenea o urmare a ghidului anterior: "Towards a Global Use of Life Cycle Assessment"(1999)
Conform standardului SR EN ISO 14040:2002 prin ciclu de viață se înțeleg "etapele consecutive și intercorelate ale unui sistem-produs, de la achiziția materiilor prime sau generarea resurselor naturale până la post-utilizare". Sistemul total de procese unitare (elementare) implicate în ciclul de viață al unui produs este denumit "sistem-produs". Termenul "proces unitar" se referă la orice fel de activitate care produce o ieșire cu valoare economică, de exemplu oțel, electricitate etc. sau care oferă un serviciu cu valoare economică, de exemplu transport sau managementul deșeurilor. Termenul "produs" este considerat în cel mai larg sens - incluzând bunuri fizice și servicii, atât la niveluri operaționale, cât și strategice.
Obiectivele analizei constă în evaluarea riscului, evaluarea performanței de mediu, auditarea de mediu și evaluarea impactului de mediu, identificarea schimbărilor posibile în fiecare fază a ciclului de viață, care pot conduce la beneficii de mediu și economii de costuri generale. Standardele definesc principiile generale și cadrul de lucru pentru conducerea și raportarea studiilor LCA (SR EN ISO 14040:2007 și ISO 14040:2006) , oferă recomandări privind cerințele și liniile directoare pentru evaluarea ciclului de viață (SR EN ISO 14044:2007 și ISO 14044:2006).

## Descrierea generală a LCA
LCA este o tehnică de management de mediu pentru evaluarea aspectelor de mediu ale sistemelor-produs și a impacturilor potențiale asociate, care este condusă prin parcurgerea a patru faze:
٭definirea scopului și a domeniului de aplicare;
٭analiza inventarului pentru elementele relevante de intrare și ieșire ale unui sistem-produs;
٭evaluarea impacturilor potențiale asupra mediului;
٭interpretarea rezultatelor analizei inventarului și a fazei de evaluare a impacturilor.
Evaluarea ciclului de viață poate contribui la fundamentarea deciziilor în industrie, organizații guvernamentale și neguvernamentale, pentru elaborarea planurilor strategice, proiectarea produselor sau a proceselor, precum și pentru evaluarea metodelor de fabricație alternative, din perspectiva exigențelor ecologice care trebuie satisfăcute.
Trunchierea lanțului de faze componente oferă cicluri de viață parțiale care în unele cazuri pot fi suficiente pentru analiza cerută de obiectivele studiului. Există mai multe variante de LCA  parțiale:
Cradle-to-Gate este o analiză a ciclului de viață parțial al produsului, de la fabricare ("cradle") până la poarta ("gate") fabricii, adică înainte de a fi transportat la consumator.
Cradle-to-cradle este un tip de evaluare a ciclului de viață în care faza finală, de post-utilizare este un proces de reciclare; din reciclare își au originea fie noi produse identice cu cele reciclate, fie produse diferite de acestea.
Gate-to-Gate este un LCA parțial care ia în considerare numai un singur proces ce adaugă valoare în întregul lanț de producție.
Cu prilejul efectuării studiului LCA poate fi luată în considerare contribuția următoarelor categorii de impact asupra mediului:
٭contribuția la efectul de seră;
٭impactul asupra stratului de ozon stratosferic;
contribuția la ploile acide ( prin emisii de SO2);
٭poluarea apei din pânzele freatice, ape reziduale, sisteme de tratare, apa de răcire;
٭consumul de energie (electrică, gaze, petrol etc.);
٭poluarea aerului, gaze toxice;
٭eroziunea solului, degradarea pădurilor;
٭zgomot, vibrații;
٭praf și particule;
٭explozii, deversări,deșeuri solide, deșeuri periculoase.
Analiza categoriilor de impact asupra mediului este îngreunată de lipsa metodologiei științifice necesare pentru evaluarea impactului de mediu al proceselor. Modelele pentru categoriile de impact se află încă în curs de dezvoltare.

## Definirea scopului și a domeniului de aplicare
În această primă fază a studiului LCA se definește pentru cine este elaborat studiul (publicul țintă, guvern, departamentul unei întreprinderi etc.) și aplicarea intenționată a studiului. Scopul și domeniul de aplicare includ descrierea metodei aplicate pentru evaluarea impacturilor de mediu potențiale și categoriile de impact incluse. Domeniul de aplicare trebuie să specifice funcțiile sistemului-produs și unitatea funcțională, considerată ca unitate de referință la care se raportează intrările și ieșirile în și din sistem; de asemenea, se descriu limitele sistemului-produs, procedurile de alocare (la sisteme cu produse multiple), parametrii inventarului ciclului de viață. Scopul studiului este definit în termeni de acoperire temporală, geografică și tehnologică, precum și prin nivelul de sofisticare al studiului (nivel simplificat, nivel detaliat sau LCA extins), în raport cu obiectivele asumate. În final, produsele care constituie obiectul studiului sunt descrise în termeni de funcție, unitate funcțională și fluxuri de referință. Unitatea funcțională descrie funcția principală a sistemului-produs și permite ca diferite sisteme-produs să fie tratate ca fiind funcțional echivalente.De exemplu, funcția care poate servi pentru un proces de vopsire este "protejarea și colorarea unui perete". În cazul acestei funcții, unitatea funcțională poate fi : "a acoperi 1 m2 de perete timp de 20 de ani". Fluxul de referință este o măsură a ieșirilor din procesele unui sistem-produs dat. Fluxul de referință desemnează cantitatea de produs utilizat și de consumabile utilizate de acest produs, necesare pentru satisfacerea necesităților unității funcționale.

## Analiza inventarului ciclului de viață
Analiza inventarului implică proceduri pentru colectarea și calculul datelor asupra sistemului-produs care vor fi incluse în inventar, pentru cuantificarea intrărilor de materiale sau energie sau substanțe chimice, precum și a ieșirilor de materiale, energie, produse, evacuări în aer, apă,sol -care sunt relevante pentru sistemul-produs. Mai succint, colectarea intrărilor și ieșirilor unui sistem-produs pe durata ciclului de viață al acestuia este denumită analiza inventarului.
Datele utilizate pot proveni dintr-o varietate de surse, incluzând măsurări directe, materiale teoretice și bilanțuri de energie, date statistice, informații din publicații.
Datele colectate și calculate servesc pentru elaborarea de interpretări, concluzii și recomandări pentru decidenți. Atunci când sistemul studiat implică produse multiple (de exemplu produse multiple la rafinarea petrolului: motorină, benzină, gaz natural) sunt necesare proceduri de alocare pentru distribuirea fluxurilor de intrare sau de ieșire spre și din sistemul-produs. Fluxurile de materiale și energie (intrări sau ieșiri) precum și evacuările în mediu asociate sistemului trebuie alocate diferitelor produse în conformitate cu proceduri documentate și justificate.
De obicei, inventarele ciclului de viață sunt efectuate cu pachete software dedicate, de exemplu GaBi Software, dezvoltat de PE International (Germania) sau SimaPro LCA Software Arhivat în 11 ianuarie 2010, la Wayback Machine., dezvoltat de PRé Consultants (Olanda). În software SimaPro LCA sunt incluse mai multe metode de evaluare a impactului de mediu, de exemplu Eco-Indicator 99, CML 92, EPS 2000, Impact 2002+, EPD method. Rezultatele analizei inventarului se prezintă sub forma unui "inventar al ciclului de viață" (LCI-Life cycle inventory), elaborat ca un tabel-inventar care listează intrările și ieșirile în mediu, exprimate prin fluxurile elementare materiale și energetice în mediu, asociate cu unitățile lor funcționale (de exemplu: kg de dioxid de carbon, miligrame de fenol, kg de minereu de fier, m3 de gaz natural etc.).

## Evaluarea impactului de mediu pe ciclul de viață
Evaluarea impactului de mediu reprezintă o cuantificare a contribuției, magnitudinii și semnificației impacturilor potențiale de mediu ale unui sistem-produs, utilizând rezultatele analizei inventarului ciclului de viață (Vezi și Legea 137/1995-Legea protecției mediului).
Pentru identificarea și evaluarea impactului de mediu se recomandă parcurgerea următoarelor etape:
٭clasificarea fluxurilor inventarului pe categorii de impact (de exemplu, încălzire globală, poluarea aerului, a apei și a solului, epuizarea resurselor naturale, sănătate umană, impact asupra ecosistemelor etc.) In acest scop, datele din tabelul-inventar sunt grupate împreună într-un număr de categorii de impact. Categoriile de impact includ cele din emisii în mediu și prin consumul de resurse naturale, precum și alte intervenții asociate cu obținerea produselor care apar când se extrag resurse minerale, combustibili fosili etc.;
٭modelarea datelor inventarului în interiorul categoriilor de impacturi de mediu potențiale; sunt calculate rezultatele indicatorilor pe categorii (caracterizare). Indicatorii pe categorii reflectă emisiile agregate sau utilizarea resurselor pentru fiecare categorie de impact Se analizează și se estimează magnitudinea impacturilor potențiale asupra sănătății umane, ecologice, epuizării resurselor pentru fiecare categorie de impact.Rezultatele indicatorilor pentru diferitele categorii de impacturi reprezintă împreună profilul evaluării impacturilor pentru sistemul-produs;
٭normalizarea și ponderarea fiecărei categorii de impact. Normalizarea oferă baza pentru compararea diferitelor categorii de impact asupra mediului (toate impacturile sunt exprimate cu aceeași unitate). Ponderarea implică alocarea unui factor de pondere pentru fiecare categorie de impact, în funcție de importanța relativă. Dacă este necesar, impacturile individuale pot fi agregate într-un indice compozit unic de mediu. Această etapă nu este totdeauna necesară.
Principalele rezultate ale acestei faze sunt: profilul mediului, profilul normalizat al mediului și profilul ponderat. Arhivat în 7 octombrie 2009, la Wayback Machine.
Metodele de evaluare a impactului asupra mediului și metodele de control sunt încă în stadii de dezvoltare și nu sunt unanim acceptate.

## Interpretarea ciclului de viață
Interpretarea este faza evaluării ciclului de viață în care constatările din analiza inventarului și din evaluarea impactului sunt combinate, pentru a ajunge la concluzii și recomandări. Se efectuează o analiză a contribuțiilor majore, o analiză de sensibilitate și de incertitudine care pot conduce la concluzii asupra satisfacerii scopului și obiectivelor studiului LCA. Constatările acestei interpretări pot lua forma unor recomandări finale, referitoare la domeniile în care va trebui să se acționeze cu prioritate, pentru prevenirea consecințelor ecologice și prejudicierii sănătății umane. În mod tipic, această fază va genera decizii sau un plan de acțiuni.
Analiza de sensibilitate are obiectivul de a valida fiabilitatea rezultatelor finale, prin determinarea influenței variației ipotezelor, datelor sursă și a metodologiei.
Analiza de incertitudine urmărește verificarea influenței incertitudinii datelor principale asupra rezultatelor modelelor. Această analiză se face de obicei cu instrumente informatice, utilizând de exemplu metoda Monte Carlo.
Pentru studii LCA de diagnostic, datele sunt utilizate pentru a identifica segmentele critice din ciclul de viață, care contribuie disproporționat la impactul total al sistemului asupra mediului. În cazul LCA comparative, ciclurile de viață ale sitemelor concurente care îndeplinesc aceeași funcție sunt ordonate pe baza performanței de mediu și apoi este selectată alternativa optimă.

## Utilizări ale studiilor LCA
Studiile LCA pot fi utilizate de guverne, firme private, organizații de consumatori și grupuri de mediu ca instrumente de sprijin al deciziilor. Scopul deciziilor se extinde de la managementul general și selectarea politicilor până la selectarea caracteristicilor produselor și proceselor în timpul proiectării.
Aplicațiile LCA pot fi clasificate în următoarele (cf. ISO 14040:1997):
٭Identificarea oportunităților de a îmbunătăți aspectele de mediu ale produselor în diferitele faze ale ciclului de viață.
٭Luarea deciziilor în industrie, selectarea politicilor guvernelor și ale ONG-urilor (planificarea strategică, strategii de afaceri).
٭Selectarea indicatorilor performanței de mediu și procedurilor de măsurare.
٭Dezvoltarea marketingului, inclusiv marcarea ecologică, declarații de mediu și îmbunătățirea imaginii firmei.
Studiile LCA pot fi utilizate ca auxiliar în proiectarea proceselor și produselor pentru:
٭selectarea tehnologiei proceselor -determinarea celei mai bune variante prin care un produs specific poate fi realizat, prin selectarea dintr-un număr de procese alternative concurente;
٭optimizarea proceselor -includerea unor funcții-obiectiv în modelele de programare matematică care să reflecte considerații de mediu pentru ciclul de viață;
٭proiectarea proceselor -extinderea metodologiei DfE pe baza ciclului de viață. DfE (Design for Environment) sau Ecodesign este un concept general ce se referă la o varietate de abordări de proiectare care încearcă să reducă impactul general asupra mediului, exercitat de un produs sau proces;
٭dezvoltarea produsului -selectarea caracteristicilor și componentelor unei mărfi industriale sau comerciale. Aplicațiile includ sortarea materialelor de ambalaj și materiei prime.

## Schimbarea climatului
Una dintre categoriile de impact este reprezentată de schimbarea climatului care este definită în studiile LCA ca impactul emisiilor activităților umane asupra forțajului radiativ al atmosferei (adică absorbției radiației calorice). Arhivat în 15 decembrie 2010, la Wayback Machine. Aceasta poate avea, la rândul său, impacturi adverse asupra sănătății ecosistemelor, sănătății umane și bunăstării materiale. Multe dintre aceste emisii intensifică forțajul radiativ, producând creșterea temperaturii la suprafața Pământului. Aceasta este denumită popular prin termenul "efect de seră". Domeniile de protecție sunt sănătatea umană, mediul natural și mediul construit de om (de exemplu, recolte de cereale). Au fost utilizați așa-numiții Indici ai Potențialului de Încălzire Globală (GWP-Global Warming Potential) ca factori de caracterizare pentru evaluarea intervențiilor (CO2, SO2 etc.) pentru categoria de impact schimbarea climatului :
Schimbarea climatului = ΣGWPixmi
unde mi este masa de substanță i eliberată, în kg, GWPi -Potențialul de Încălzire Globală al substanței respective, iar "Schimbarea climatului" este indicatorul rezultat, în kg CO2-echivalente.
Pentru a compara impacturile emisiilor diferitelor gaze "de seră", fiecăreia i s-a atribuit un Indice de Potențial de Încălzire Globală (GWP) care este o măsură a contribuției potențiale a substanței considerate la schimbarea climatului. Indicele Potențialului de Încălzire Globală al unei substanțe este definit matematic prin raportul dintre absorbția de radiație infraroșie intensificată datorită emisiei instantanee de 1 kg de substanță și cea datorită unei emisii egale de CO2, integrate în timp (Heijung, R.J. et al.,1992,op.cit.). Indicii GWP oferă numai o indicație aproximativă a efectelor climatice potențiale ale unor astfel de emisii, deoarece acestea depind nu numai de absorbția integrată atmosferică a radiației calorice ci și de distribuția sa în timp.
Integrarea procesului de încălzire globală, utilizată în studiile LCA, implică unele simplificări. În particular, indicii GWP depind de orizontul de timp T pentru care este efectuată integrarea. Sunt utilizate orizonturi de timp mai lungi (100 ani și 500 ani) pentru a evalua efectul cumulat al emisiilor gazelor de seră, respectiv orizonturi mai scurte (20 și 50 ani) pentru o indicație a efectelor pe termen scurt.
Intergovernmental Panel on Climate Change (IPCC-Comisia interguvernamentală pentru schimbarea climatului) a compilat o listă de "cele mai bune estimări temporare" pentru indicii GWP, cu orizonturi de timp de 20, 100 și 500 ani Abordarea schimbării climatului pe baza indicilor GWP, utilizând valorile cele mai recente ale indicilor publicate de IPCC, este una dintre cele mai bune practici disponibile. 